# Fabio Galante
Fabio Galante (* 20. November 1973 in Montecatini Terme) ist ein italienischer Fußballspieler. Der Innenverteidiger spielte zuletzt bei der AS Livorno.

## Verein
Seine Profikarriere begann in der Serie C1 beim FC Empoli im Jahre 1991. Im Jahre 1994 wechselte er zum CFC Genua, bei dem er in drei Jahren bemerkenswerte acht Tore erzielte. 1996 wechselte er dann zu Inter Mailand. Er spielte drei Saisons dort und gewann während dieser Zeit – 1998 – den UEFA-Pokal und war zeitweise Kapitän. 1999 ging er zum FC Turin, diesem Verein blieb er fünf Jahre treu. Als Galante in Turin nur noch Reserve war, wechselte er 2004 zur AS Livorno, wo er schnell zum Schlüsselspieler aufstieg und mithalf das Team in der Serie A zu etablieren. In der Saison 2006/07 als Livorno durch den Korruptionsskandal in Italien unerwarteterweise am UEFA-Cup teilnahm, bestritt er für Livorno sieben Europapokalspiele, in denen er sogar ein Tor erzielte. Nach dem Abstieg von Livorno am Ende der Saison 2007/08 löste er den Vertrag mit dem Verein auf, um sich dann ein paar Monate später doch wieder Livorno anzuschließen.
Nach dem Wechsel von Cristiano Lucarelli zu Schachtar Donezk wurde Galante zur Saison 2007/08 kurzzeitig neuer Kapitän der AS Livorno, wurde aber nach drei Spielen von David Balleri als Kapitän abgelöst. Ab der Saison 2008/09 kam er nicht mehr über den Status einen Ersatzspielers hinaus, sodass sein auslaufender Vertrag im Sommer 2010 nicht verlängert wurde, nachdem Livorno zuvor aus der Serie A abgestiegen war. Somit beendete er dann seine Karriere.

## Nationalmannschaft
Galante kann einige Einsätze in den italienischen Juniorennationalmannschaften verzeichnen.

## Erfolge
- U-21-Europameister: 1994, 1996